# Margalida Comas i Camps
Margalida Comas i Camps (Alaior, 25 de novembre de 1892 - Exeter, 28 d'agost de 1973) fou biòloga, pedagoga i professora de la Universitat de Barcelona i possiblement la científica espanyola més important del primer terç del segle xx. Comas fou també una gran defensora de la innovació pedagògica, i contribuí de manera molt significativa al procés de construcció de la didàctica de les ciències a Espanya. La seva activitat com a investigadora queda recollida en revistes franceses i en el butlletí de la Reial Societat Espanyola d'Història Natural.

## Biografia
Va créixer en una família de pensament progressista que estimava la cultura. El seu pare, Gabriel Comas i Ribas, natural d'Esporles (Mallorca), era un mestre amb idees liberals que va participar activament als moviments de renovació pedagògica de la Institució Lliure d'Ensenyament i va transmetre als seus fills que l'educació era clau per al desenvolupament de la societat. Margalida Comas va cursar els primers anys del batxillerat a l'Institut de Maó i quan el pare va ser traslladat a Palma, ella va continuar els estudis a l'Instituto General y Técnico de Baleares d'aquella ciutat. En acabar el curs 1910-1911 va obtenir el títol de batxillerat amb la qualificació d'excel·lent, i el mes de setembre li van concedir el premi extraordinari de batxillerat de la secció de Ciències per un estudi sobre la cooperació entre plantes i insectes en la pol·linització. Un dels membres del tribunal que va avaluar aquell treball era el zoòleg Josep Fuset, que seria més endavant un dels seus mentors.
Amb el títol de batxillerat, va sol·licitar permís a l'Escola Normal de Mestres de les Balears per examinar-se de les assignatures que li faltaven per obtenir els títols de mestra elemental i superior. Era un cas excepcional, perquè les noies que volien ser mestres, després de l'escola primària es matriculaven a l'Escola Normal, sense fer el batxillerat. La directora de l'Escola Normal ho va consultar al rector de la Universitat de Barcelona (aleshores no hi havia universitat a les Illes), el qual va recórrer al subsecretari del Ministeri d'Instrucció Pública. La seva petició va ser aprovada i a final de setembre de 1911, obté el títol de Mestra Superior amb la qualificació d'excel·lent.
També el 1911, Margalida Comas viatjà per primera vegada a l'estranger, acompanyant el seu pare i un altre mestre en un viatge d'estudis a França, Bèlgica i Suïssa, comissionats per l'Ajuntament de Palma. I el novembre de 1911 ella començà una estada de nou mesos a Albi (França), on ocupava el càrrec de lectora d'espanyol a l'Escola Normal d'aquella ciutat i aprofità per perfeccionar els seus coneixements de francès i obtenir el Brévet élémentaire, que l'habilitava per fer classes a l'escola primària francesa.
Després de l'estiu de 1912, Margalida Comas anà a Madrid per fer les proves d'accés a l'Escola d'Estudis Superiors de Magisteri de Madrid, en la qual va ingressar amb el número 1 en la Secció de Ciències. Mentre estudiava, va haver de treballar perquè els ingressos de la seva família eren migrats i va fer clases a l'International Institute for Girls (Institut Internacional per a Noies), que s'havia establert a Madrid el 1910. El 1915 va acabar els seus estudis, després de ser cada curs la número de la Secció de Ciències de l'Escola i va obtenir el títol de Mestra de Primera Ensenyança Normal, que li permetia impartir classes en escoles normals o accedir al cos d'Inspecció educativa. El darrer curs era obligatori presentar una memòria original de recerca i la de Margalida Comas es titulava Instrucción en cálculo de los niños madrileños, siguiendo las pruebas de Vaney. El claustre de professors de l'Escola d'Estudis Superiors de Magisteri de Madrid la va proposar per a la plaça de professora Numerària de Física, Química i Història Natural de l'Escola Normal de Mestres de Santander, de la qual va prendre possessió l'1 de setembre de 1915. En aquesta institució va desenvolupar el seu interès per la pedagogia. Va realitzar diversos viatges a París i a Londres per ampliar estudis sobre la metodologia de l'ensenyament de les ciències.
A Santader, feu amistat amb la professora Mercedes Rico Soriano (1872-1939), col·lega seva que impartia classes de matemàtiques a l'Escola Normal. Tenia vint anys més que ella, però compartia les mateixes inquietuds pedagògiques i científiques i l'animà a continuar la seva formació científica i estudiar ciències naturals. L'agost de 1918, Margalida Comas presentava una sol·licitud de matrícula no oficial a la Universitat de Barcelona, per examinar-se de zoologia. Era una matèria que havia preparat pel seu compte, treballant al Laboratori de Biologia Marina de Porto-Pi amb el professor Josep Fuset, que ho va acreditar en la instància presentada per Margalida Comas. Va fer l'examen i va obtenir un excel·lent amb honor. Però era difícil compaginar els estudis a la Universitat de Barcelona i la seva feina a Santander i l'abril de 1919 va demanar el trasllat a la Universitat Central, a Madrid. Així, en un mateix curs va aprovar algunes assignatures a Barcelona i d'altres a Madrid. El curs 1919-1920 no va examinar-se de cap assignatura, però va continuar la seva formació pedagògica i durant les vacances de Setmana Santa va anar a França per visitar diversos centres d'ensenyament.
El 1920, la Junta per a l'Ampliació d'Estudis va treure una convocatòria de pensions i Margalida va sol·licitar-ne una per anar a Londres. La hi van concedir i va passar el primer trimestre del curs 1919-1920 al Bedford College for Women de la Universitat de Londres, que era el primer centre d'educació superior per a dones que va establir-se a Anglaterra, i va seguir-hi cursos de Química, Física, Botànica i Zoologia, a més de treballar en el laboratori. Els altres dos trimestres va estudiar Zoologia en el King's College i Física i Química, en els cursos nocturs de l'Institut Sir John Cass. Estava també interessada en la metodologia de l'ensenyament de les ciències i va seguir alguns cursets sobre aquesta temàtica, a més de visitar centres educatius.
Per continuar els seus estudis de llicenciatura en Ciències, li era més convenient residir a Barcelona o a Madrid que no pas a Santander i el 1922 va aconseguir una permuta a l'Escola Normal de Tarragona. A més de la seva activitat docent, va impartir conferències sobre l'ensenyament de les ciències a Anglaterra, que després va publicar en un recull, i va reprendre els estudis de llicenciatura de Ciències a la Universitat de Barcelona. En els tres cursos entre 1922 i 1925 va examinar-se de les assignatures que li faltaven i el 17 de febrer de 1925 va fer l'examen de grau, amb la qualificació d'excel·lent. Mentre estudiava i treballava, va escriure el seu primer article científic, en què descrivia un treball fet durant l'estiu sobre l'estructura microscòpica del cor dels cefalòpodes i que va publicar-se al vutlleí de la Reial Societat Espanyola d'Història Natural. El mateix any, 1925, va examinar-se de les assignatures de doctorat, però li quedava per fer encara el treball de recerca. El 1926 va obtenir una beca de la Junta d'Ampliació d'Estudis per a un any, que després li van prorrogar un any més, i va poder anar dos anys a la Sorbona de Paris per fer el treball de recerca, que li va dirigir el Professor Maurice Caullery i redactar la memòria d'investigació, "Contribución al conocimiento de la Biología de Chironomus thummi y de su parásito Paramermis contorta". Va llegir la tesi el gener de 1928, a la Universitat Central de Madrid (fins a 1954 va ser l'única universitat que a Espanya conferia el títol de doctor), i va rebre la qualificació d'excel·lent d'un tribunal presidit per Odón de Buen. Comas va centrar els seus treball de recerca en temes que havia plantejat la biologia moderna a partir del desenvolupament de la genètica, la teoria de l'evolució o el coneixement dels cromosomes i la determinació del sexe. Malgrat l'excel·lència del seu treball de recerca i els elogis que va rebre la seva tesi doctoral, la carrera científica experimental de Comas no va anar més enllà.
El 1931, Margalida Comas va casar-se amb Guillem Bestard, prestigiós fotògraf mallorquí, dedicat també a la pintura. Bestard, nascut a Pollença, era vidu i amb un fill i bon amic de la família Comas. La parella va establir-se a Barcelona, on aleshores vivien també els pares d'ella perquè el 1923 el pare havia obtingut el trasllat a una escola d'aquella ciutat. Tot i que els Bestard-Comes visquessin a Barcelona, Margalida va mantenir el seu lloc de treball a l'Escola Normal de Tarragona, de la qual havia estat nomenada directora. Aviat, però, va deixar l'Escola Normal de Tarragona per passar en comissió de servei a l'Escola Normal de la Generalitat, un nou centre de formació de mestres creat a manera d'assaig pedagògic que havia de servir de model per a altres escoles normals. A Barcelona, la seva vida professional i també la social eren molt intenses. Va participar en les activitats del Lyceum Club de Barcelona, un club de dones creat per iniciativa d'Aurora Bertrana i Carme Karr seguint el model d'altres que ja existien a diferents ciutats europees i americanes, i que tenien com un dels seus principals objectius promoure la lluita pels drets de les dones.
El curs 1932-33 va ser nomenada sots-directora de l'Escola Normal de la Generalitat, membre del Seminari de Pedagogia de la Facultat de Filosofia i Lletres de la Universitat de Barcelona i finalment, el 1933, professora de la secció de Pedagogia de la Facultat de Filosofia, Lletres i Pedagogia de la Universitat Autònoma de Barcelona, on va impartir l'assignatura "Biologia infantil".
Durant els anys de la República va formar part de les comissions d'ensenyament de Catalunya i el 1933 va ser secretària del Consell Regional de Segon Ensenyament, on era l'única dona. Amb la col·laboració de Concepció Casanova, va dirigir un seminari sobre la formació dels conceptes científics i el llenguatge infantil. Va participar en diversos congressos, entre els quals el de la Federació Mundial d'Associacions d'Educació. A l'escola d'estiu de 1935 va presentar la ponència «Bases per a l'ensenyament de les ciències naturals».
Quan començà la Guerra Civil espanyola es trobava a Madrid com a membre d'un tribunal d'oposicions. Va quedar aïllada de la seva família; el seu marit i els seus pares i germanes eren a Pollença, on havien començat ja les vacences d'estiu. No se sap exactament què va fer els dies següents al 18 de juliol. Possiblement va anar a Barcelona, però no pas travessant la frontera francesa per Irun, com s'ha dit en algunes obres sobre ella. Tenint en compte les zones en què va quedar dividida la península Ibèrica, hauria estat molt difícil per a una persona d'idees republicanes ben conegudes viatjar de Madrid a Irun, perquè hauria hagut de travessar territoris que eren en mans de les tropes sublevades. El que se sap de cert, per una carta que va escriure a una família amiga, és que el mes d'octubre Margalida Comas era a Barcelona. I la carta no fa cap referència a la complicació que hauria estat viatjar de Madrid a Barcelona passant per França.
A finals de 1937 va viatjar a Anglaterra comissionada per la Universitat de Barcelona per fer tasques de propaganda antifeixista. Més endavant, quan el National Joint Committee for Spanish Relief va dur a Anglaterra uns 4000 nens i nenes bascos per evitar-los el perill dels bombardejos i la fam, Margalida Comas s'hi va interessar i va visitar les diverses colònies per on els havien distribuït per tot Gran Bretanya. La manca de coneixement de la llengua anglesa per part d'aquelles criatures els causava molt problemes, entre els quals la dificultat d'accés a la instrucció. A través de l'ambaixador espanyol a Londres, que va fer les gestions amb el Ministeri d'Instrucció Pública, Margalida Comas va ser nomenada delegada del Ministeri per continuar la propaganda antifeixista al Regne Unit i supervisar l'educació dels nens bascos refugiats.
Durant la guerra, Margalida Comas va viatjar en diverses ocasions a Barcelona. Malgrat les tasques que va dur a terme derivades del conflicte bèl·lic, va mantenir la seva dedicació a la pedagogia i a la formació de mestres. El 1937 va publicar el llibre Contribución a la metodología de las ciencias naturales, amb una visió molt avançada del que ha de ser l'ensenyament de les ciències. Tan avançada que, el 1938, el primer ministre d'Educación Nacional del Govern franquista va incloure Margalida Comas entre els autors considerats "declaradament enemics" i dels quals van fer retirar tots els llibres perquè --segons el ministre-- tenien "fines proselitistas, doctrinalmente antipatrióticos y antirreligiosos, deficientes en el aspecto pedagógico o escritos por autores declaradamente enemigos del Glorioso Movimiento Nacional".
L'octubre de 1937 demanà permís al conseller de Cultura per tornar a Anglaterra i a començament de 1938 era de nou a Londres per reprendre les tasques de supervisió de l'educació dels nens bascos i de propaganda antifeixista. L'octubre d'aquell any tornà a Barcelona per formar part d'un tribunal per jutjar una tesi doctoral i s'hi quedà fent tasques humanitàries fins a gener de 1939, en què marxa cap a la frontera francesa per ajudar en l'assistència dels republicans que marxaven refugiats a França. El febrer tornà a Anglaterra i ella mateixa es convertí en una refugiada política. Va seguir ocupant-se dels nens bascos, però ja no com a representant de la República, que ja no era reconeguda pel Govern britànic, sinó com a Welfare Visitor. El Govern de Franco n'havia reclamat la repatriació de tots, però el comitè britànic que se n'ocupava (Basque Children Committee) era molt meticulós i únicament en permetia la repatriació si tenia la certesa que es reunirien amb les seves famílies.
Sense abandonar la supervisió dels nens bascos que s'havien quedat al Regne Unit, el 1942 Margalida Comas va començar a treballar a Dartington Hall, una escola gens convencional del comptat de Devon. Era un centre educatiu independent que es distingia pel seu radicalisme i pacifisme i on nois i noies gaudien de molta més llibertat que a les escoles convencionals. En aquesta escola va ensenyar biologia fins a la seva jubilació forçada per greus problemes de visió.

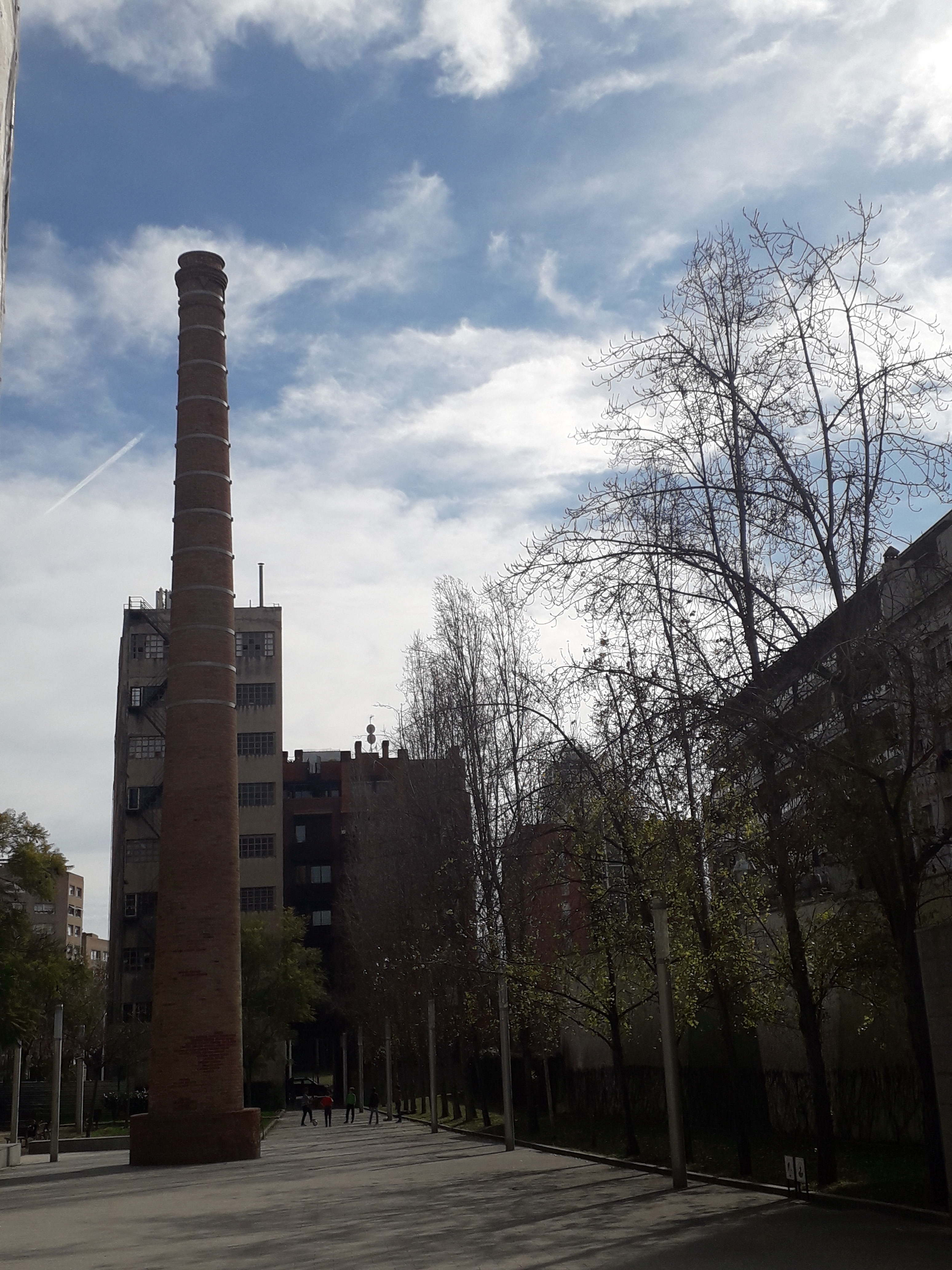
Jardins de Margalida Comas, a Barcelona

Fins al 1946 Margalida Comas no va poder reunir-se amb el seu marit, que va tenir moltes dificultats per obtenir, primerament, el passaport i després un visat d'entrada al Regne Unit. Ella era una refugiada política i no tenia permís per a residir en el país de manera permanent; per tant, el Govern britànic no accedia a donar el visat d'entrada al seu marit. Bestard aviat va ser conegut com a pintor i va organitzar diverses exposicions. Als britànics els recordava Sorolla, de qui Bestard havia estat deixeble. A més de la venda de les seves pintures, també es guanyava la vida amb altres activitats artístiques, com ara la pintura d'objectes d'artesania tradicional mallorquina o l'estampat de teles.
Fins a 1955 Margalida Comas no va poder tornar a Mallorca perquè no tenia garanties que les autoritats franquistes la deixessin sortir d'Espanya. El 1959, amb 67 anys, va jubilar-se i des d'aleshores la parella Comas-Bestard va repartir el seu temps entre Anglaterra i Mallorca. Margalida Comas va morir a causa d'una pneumònia aguda en una residència d'Exmouth el 28 d'agost de 1972. Aleshores era ja vídua; el seu marit havia mort tres anys abans.

## Reconeixement i memòria
La dictadura de Franco va eliminar de les biblioteques molts textos escrits per autors republicans. Per aquest motiu els treballs de Margalida Comas Camps, que eren coneguts a Llatinoamèrica, van trigar bastants anys a ser coneguts a Espanya.
L'any 2018 fou nomenada Filla Il·lustre de la Ciutat de Maó, en una cerimònia solemne a la Sala d'Actes de l'Ajuntament.
La Generalitat de Catalunya ha impulsat l'any 2018 el Programa Margalida Comas i Camps per modernitzar i adequar els mètodes docents universitaris en què participen totes les universidades catalanas.
Uns jardins de la ciutat de Barcelona han rebut el seu nom, en record i homenatge. En la mateixa plaça de Margalida Comas subsisteix una xemeneia, testimoni de les fàbriques que havien ocupat el lloc, de tipus troncocònic, probablement de començaments del segle xx.

## Obra

### De caràcter pedagògic
- La Enseñanza Elemental de las Ciencias físico-naturales y de las Matemáticas en Inglaterra. Reinosa. Tipografía de A. Andrey y Cª, 1923
- «La enseñanza de las ciencias físiconaturales en Francia». Revista de Pedagogía, 58:448-453, 1926
- «El método MacKinder». Publicaciones de la Revista de Pedagogía, Madrid, 1930
- «El método de proyectos en las escuelas urbanas.» Publicaciones de la Revista de Pedagogía, Madrid, 1931
- «La coeducación de los sexos». Publicaciones de la Revista de Pedagogía, Madrid 1931
- «Metodología de la aritmética y la geometría». Revista de Pedagogía, 127:300-307, 1932
- «Las escuelas nuevas inglesas». Publicaciones de la Revista de Pedagogía, Madrid, 1935
- «Las Ciencias Naturales en la escuela». Revista de Pedagogía, nº 171, pp. 97-104, 1936
- Contribución a la metodología de las ciencias naturales. Dalmau Carles, Pla.E.C. Editores, Gerona, 1937
- «La Biología de la enseñanza media y superior de Inglaterra». Cuadernos del Seminario de Problemas Científicos y Filosóficos. Segunda Serie, 3:41-59. Universidad Nacional de México, México, 1957

### De caràcter científic
- «Sobre la estructura microscópica del corazón de los Cefalópodos». Boletín de la Real Sociedad Española de Historia Natural, 1924, XXIV, pp. 313-320
- Nota de los trabajos realizados en el "Laboratoire d'Évolution des Êtres Organisés". Documentos JAE (Junta de Ampliación de Estudios, Residencia de Estudiantes, Madrid) 1926; 1-8. París, 10 de junio de 1926. Memòria en finalitzar el seu primer curs com a pensionada de la JAE a París.
- Notes biologiques sur Chironomus thummi Kieff. Bull. Soc. Zool. de France 1927; 52:127-133.
- «Sur l'intersexualité chez Paramernis contorta V. Linzt». Bull. Biol. de la France et la Belgique 1927; 61. El text original mecanografiat es troba en els arxius de la JAE com a memòria de la pensió a París (Archivos JAE C-165:1-6)
- «Sur le mode de penetration de Paramernis contorta dans la larve de Chironomus thummi Kieff». C. R. Soc. Biol. 1927; 96:673-5.
- «Sur les métamorphoses de Prodiamesa notata Meigen (Chironomidae)». Bull. Soc. Zool. de France 1927; 52:174-178. Comunicació presentada a la Societé De Zoologia. (Archivos JAE; 1-5)
- «Le determinisme du sexe chez un nematode parasite des larves de Chironomes». Comptes Rendus Hebdomadaires des Séances de l'Academie des Sciences 1928; 186:646-648. Comunicació presentada amb el Professor Caullery a l'Acadèmia de Ciències de París en seasió del 5 de març de 1928
- «Sobre la influencia de la tiroidina en el desarrollo de Chironomus thummi Kieff», Boletín de la Real Sociedad Española de Historia Natural, 1928, XXVIII, pp. 309-314.
- «Contribución al conocimiento del determinismo del sexo en Paramermis contorta v. Linzt». Memorias de la Real Sociedad Española de Historia Natural, tomo en homenaje a Ignacio Bolívar 1929; 15:47-52.
- «Evolución y herencia. Conferencias impartidas en la Universidad Internacional de Santander.» Revista de Pedagogía, 1934; n° 146 y 147.
- «Genética y Eugenesia». Revista de Pedagogía, 1935; 158:72-78.